# Bathylagichthys greyae
Bathylagichthys greyae är en fiskart som först beskrevs av Cohen, 1958.  Bathylagichthys greyae ingår i släktet Bathylagichthys och familjen Bathylagidae. Inga underarter finns listade.